# Achiel Bruneel
Pour les articles homonymes, voir Bruneel.
Achiel Bruneel, né le 19 octobre 1918 à Herenthout (Belgique), décédé le 5 juin 2008 à Anvers (Belgique), est un coureur cycliste belge. Il courut de nombreux Six Jours dont 12 victoires.

## Palmarès

### Six Jours
- 1940
  - 2e des Six Jours de Bruxelles (avec Jef Scherens)
  - 2e des Six Jours d'Anvers (avec Roger Deneef)
- 1942
  - Trois Jours d'Anvers (avec Karel Kaers)
- 1946
  - 3e des Six Jours de Paris (avec Omer De Bruycker)
- 1947
  - Six Jours d'Anvers (avec Omer De Bruycker)
  - Six Jours de Paris (avec Robert Naeye)
- 1948
  - Six Jours de Gand (avec Camile Dekuysscher)
  - 2e des Six Jours de Bruxelles (avec Camile Dekuysscher)
- 1949
  - Six Jours de Paris (avec Guy Lapébie)
- 1950
  - Six Jours d'Anvers (avec Rik Van Steenbergen)
  - Six Jours de Saint-Étienne (avec Guy Lapébie)
  - Six Jours de Bruxelles (avec Jozef De Beuckelaer)
  - 2e des Six Jours de Paris (avec Guy Lapébie)
  - 3e des Six Jours de Gand (avec Albert Bruylandt)
- 1951
  - 2e des Six Jours de Gand (avec Rik Van Steenbergen)
  - 2e des Six Jours de Paris (avec Jozef De Beuckelaer)
  - 3e des Six Jours d'Anvers (avec Jozef De Beuckelaer)
- 1952
  - Six Jours de Paris (avec Rik Van Steenbergen)
  - Six Jours de Bruxelles (avec Lucien Acou)
  - 2e des Six Jours d'Anvers (avec Rik Van Steenbergen)
- 1953
  - Six Jours d'Anvers (avec Oscar Plattner)
  - Six Jours de Gand (avec Arsène Rijckaert)
  - 2e des Six Jours de Paris (avec Rik Van Steenbergen)
  - 3e des Six Jours de Copenhague (avec Lucien Acou)
- 1954
  - Six Jours de Dortmund (avec Lucien Acou)
  - 2e des Six Jours de Gand (avec Lucien Acou)

### Prix
- 1946
  - Prix Raynaud-Dayen (avec Omer De Bruycker)
- 1950
  - Prix Dupré-Lapize (avec Jozef De Beuckelaer)

### Championnats d'Europe
- 1949
  -  2e aux championnats d'Europe de course à l'américaine (avec Camile Dekuysscher)
- 1950
  -  2e aux championnats d'Europe de course à l'américaine (avec Guy Lapébie)
- 1953
  -  3e aux championnats d'Europe de course à l'américaine (avec Arsene Ryckaert)
- 1954
  -  3e aux championnats d'Europe de course à l'américaine (avec Lucien Acou)